# Smile (Star-Search-1-The-Kids-Lied)
Smile (englisch für „Lächeln“) ist ein Lied des deutschen Musikprojektes Star Search 1 – The Kids. Das Stück ist die einzige Singleauskopplung aus dem Sampler Star Search 1 – The Kids.

## Entstehung und Artwork
Geschrieben und produziert wurde das Lied von den Stargate-Mitgliedern: Mikkel Storleer Eriksen, Tor Erik Hermansen und Hallgeir Rustan. Die Single wurde unter dem Musiklabel Polydor veröffentlicht. Die Aufnahmen fanden im norwegischen Stargate-Studio in Trondheim statt. Auf dem Cover der Maxi-Single sind – neben Künstlernamen und Liedtitel – alle Interpreten, gemeinsam auf einer Wiese sitzend, zu sehen. Die Fotografie stammt von Ben Wolf.

## Veröffentlichung und Promotion
Die Erstveröffentlichung von Smile erfolgte am 18. August 2003 in Deutschland, Österreich und der Schweiz. Die Maxi-Single beinhaltet neben der Single- auch eine Extended Version, sowie eine Instrumental-Karaoke-Version des Liedes, als B-Seite. Wie auch auf dem Cover zur Single zu sehen ist, wurde das Projekt von dem Fernsehsender Sat.1 und dem Produzent von Unterhaltungssendungen GRUNDY Light Entertainment unterstützt und beworben. Ein offizielles Musikvideo zu Smile wurde nicht gedreht.

## Hintergrund
Bei Star Search 1 – The Kids handelt es sich um einen Zusammenschluss aller Finalteilnehmer der ersten Staffel, der Castingshow Star Search, in der Kategorie „Music Act von 10 bis 15 Jahren“. Mit dabei waren die Sänger Oliver John Bruton und Daniel Siegert sowie die Sängerinnen Senta-Sofia Delliponti und Jenniffer Kae. Das Lied wurde nur ein einziges Mal, während der Finalshow von Star Search, von allen Interpreten gemeinsam live aufgeführt. Ein Jahr später veröffentlichten die Vier eine weitere Single mit dem Titel Mother.

## Inhalt
Der Liedtext zu Smile ist komplett in englischer Sprache verfasst. Die Musik und der Text wurden von Mikkel Storleer Eriksen, Tor Erik Hermansen und Hallgeir Rustan verfasst. Musikalisch bewegt sich das Lied im Bereich der Pop- und Rapmusik. Mit Ausnahme von Bruton singen alle Interpreten ihren Soloteil des Liedes, Bruton rappt seinen Soloteil und im Refrain singt er gemeinsam mit den Anderen im Chor. Im Lied geht es darum, dass man auch an einem völlig missratenen Tag, mit einem Lächeln durch den Tag gehen soll.
| “You can be up, you can be down, whenever you feel like your world is upside down, yeah. You can be up, you can be down (so down), when you think you wanna cry, all you gotta do is smile, oh yeah.” – Refrain, Originalauszug | „Du kannst gut drauf sein oder du kannst schlecht drauf sein, jedesmal wenn Du glaubst, dass Deine Welt auf dem Kopf steht, Yeah. Du kannst gut drauf sein oder du kannst schlecht drauf sein (so schlecht), Wenn du denkst, dass du weinen möchtest, musst Du nur lächeln, oh Yeah.“ – Refrain, Übersetzung |

## Mitwirkende
| Liedproduktion - Oliver John Bruton: Rap - Senta-Sofia Delliponti: Gesang - Mikkel Storleer Eriksen: Komponist, Liedtexter, Musikproduzent - Tor Erik Hermansen: Komponist, Liedtexter, Musikproduzent - Jenniffer Kae: Gesang - Hallgeir Rustan: Komponist, Liedtexter, Musikproduzent - Daniel Siegert: Gesang | Artwork - Ben Wolf: Fotograf (Cover) Unternehmen - Polydor: Musiklabel - Stargate Studio: Tonstudio - Universal Music Group: Vertrieb |

## Chartplatzierungen
Smile erreichte in Deutschland Position fünf der Singlecharts und konnte sich insgesamt zwei Wochen in den Top 10 und neun Wochen in den Charts halten. In Österreich erreichte die Single in sechs Chartwochen Position 26 und in der Schweiz in vier Chartwochen Position 34 der Singlecharts. Smile konnte sich in Deutschland ebenfalls in den Jahrescharts von 2003 auf Position 97 platzieren. Für alle teilnehmenden Interpreten ist es der erste Charterfolg.
| ChartsChartplatzierungen | Höchstplatzierung | Wochen |
| ------------------------ | ----------------- | ------ |
| Deutschland (GfK)        | 5 (9 Wo.)         | 9      |
| Österreich (Ö3)          | 26 (6 Wo.)        | 6      |
| Schweiz (IFPI)           | 34 (4 Wo.)        | 4      |

| ChartsJahrescharts (2003) | Platzierung |
| ------------------------- | ----------- |
| Deutschland (GfK)         | 97          |